# Miguel Ángel Converti
Miguel Ángel Converti (Banfield, 16 de abril de 1949) más conocido como Ringo es un exfutbolista y director técnico argentino nacionalizado colombiano, Su posición era extremo izquierdo. Su padre Cholo Converti (1928-2022) también fue futbolista y entrenador.

## Particularidad
Se le atribuye a Ringo el haber sido el futbolista que impuso la moda de los tatuajes, las perforaciones y el teñido de cabello en colores llamativos, marcando tendencia entre sus compañeros del fútbol colombiano en una época en la que el país tenía una ideología muy conservadora.

## Apodo
Fue durante su tiempo en Millonarios de Colombia  cuando comenzó a ser llamado 'El Ringo', apelativo que le asignó el periodista deportivo  Jaime Ortiz Alvear. Según cuenta, el apodo surgió por su similitud física con un personaje de una película de vaqueros, a quien llamaban de esa manera.

## Trayectoria

### Como jugador
Se inició en el Huracán Las Heras donde debutó a sus 15 años. De allí pasaría al Godoy Cruz de Mendoza donde sin siquiera haber debutado fue vendido al Club Atlético Banfield donde estuvo desde 1967 hasta 1970 siendo dirigido por su padre. Para el segundo semestre de 1970 tendría su primera experiencia internacional en el fútbol de México siendo fichado por el Deportivo Toluca, donde fue el titular del extremo izquierdo de los Diablos Rojos pero aparentemente por situaciones de derechos federativos con el Atlético Banfield en cifras diferentes para compra definitiva, no hubo un acuerdo entre las directivas de ambos equipos y Converti salió del equipo.
Entre 1971 y 1972 es comprado por Defensor Lima donde los primeras 7 fechas anotó gol. Si bien durante el transcurrir de la temporada no volvió a convertir. igual era considerado como la figura del club. Para 1973 los nuevos dueños del equipo limeño decidieron no contar más con los extranjeros y el Ringo es cedido a Chacarita Juniors, allí esta dos años figurando con gran nivel. Para finales de 1974 tiene una breve cesión en el Español de Barcelona.
En 1975 recibe el llamado de Millonarios de Colombia. El "Ringo" le dijo sí al equipo embajador sin pensarlo dos veces, por la historia que poseía el clubː cuenta él que sus referentes eran Maravilla Gamboa y Alfredo Di Stéfano. En Millonarios en su primera temporada convirtió 33 goles. Se mantuvo en el club hasta 1977, luego de tres años escribiendo su nombre en las páginas doradas del club, marcando 85 goles oficiales. 
También pasó por el fútbol de Venezuela, además de una segunda etapa en México, donde ficha con el Club León, pero sin poder demostrar la calidad que venía precedido con los Panzas Verdes. Para en 1980 regresa al balompié colombiano para jugar con el Junior de Barranquilla donde se consagra campeón jugando 39 partidos y marcando 19 goles. En la siguiente temporada marcó 8 goles con Santa Fe.
Regresa a su natal Argentina en 1982 para jugar en Quilmes, luego en Huracán de Bs As en 1983, una segunda etapa en Banfield, en Primera B, en 1984. En sus últimas experiencias pasa por Atlanta, y Defensa y Justicia, donde se retiró tras 24 años de actividad profesional.

### Como entrenador
Dirigió a inicios de los 90's al Club Sportivo Independiente Rivadavia y al Club Sportivo Dock Sud. Durante nueve años trabajo en la escuela de fútbol del AC Milan en la ciudad de Miami en los Estados Unidos.
Desde 2009 "El Ringo" se radicó en la ciudad de Barranquilla donde tiene su escuela deportiva llamada 'Academia Colombo Argentina', que tiene como principal objetivo alejar a los chicos de los malos hábitos. La fundó desde la década de los 80's y se encuentra distribuida en 5 municipios del Atlántico.

## Clubes

### Como jugador
| Club                   | País      | Año       |
| ---------------------- | --------- | --------- |
| Huracán La Heras       | Argentina | 1964-1965 |
| Godoy Cruz             | Argentina | 1966-1967 |
| Banfield               | Argentina | 1968-1970 |
| Deportivo Toluca       | México    | 1970      |
| Defensor Lima          | Perú      | 1971-1972 |
| Chacarita Juniors      | Argentina | 1973-1974 |
| Espanyol de Barcelona  | España    | 1974      |
| Millonarios            | Colombia  | 1975-1977 |
| Portuguesa             | Venezuela | 1978      |
| Club León              | México    | 1978      |
| San Lorenzo de Almagro | Argentina | 1979      |
| Junior                 | Colombia  | 1980-1981 |
| Santa Fe               | Colombia  | 1981      |
| Quilmes                | Argentina | 1982      |
| Huracán                | Argentina | 1982-1983 |
| Banfield               | Argentina | 1984-1985 |
| Atlanta                | Argentina | 1986      |
| Defensa y Justicia     | Argentina | 1986      |

### Como entrenador
| Club                          | País           | Año       |
| ----------------------------- | -------------- | --------- |
| Independiente Rivadavia       | Argentina      | 1992-1993 |
| Dock Sud                      | Argentina      | 1993-1994 |
| Escuela del AC Milan en Miami | Estados Unidos | 1996-2005 |
| Uniautónoma                   | Colombia       | 2011      |

## Estadística como jugador
- No se encontraron datos estadísticos con claridad en su paso por: Huracán Las Heras, Godoy Cruz, Club León, Deportivo Toluca y Portuguesa.

| Club                   | Partidos | Goles | Promedio |
| ---------------------- | -------- | ----- | -------- |
| Banfield               | 125      | 52    | 0.42     |
| Español de Barcelona   | 1        | 1     | 1.00     |
| Chacarita Juniors      | 33       | 9     | 0.27     |
| Millonarios            | 155      | 87    | 0.56     |
| Defensor Lima          | 60       | 18    | 0.3      |
| San Lorenzo de Almagro | 15       | 3     | 0.20     |
| Junior                 | 51       | 19    | 0.37     |
| Santa Fe               | 26       | 8     | 0.31     |
| Quilmes                | 19       | 7     | 0.37     |
| Huracán                | 50       | 13    | 0.26     |
| Atlanta                | 13       | 3     | 0.23     |
| Defensa y Justicia     | 8        | 1     | 0.13     |
| Total en su carrera    | 500      | 201   | 0.40     |

## Palmarés

### Campeonatos nacionales
| Título           | Club   | País     | Año  |
| ---------------- | ------ | -------- | ---- |
| Primera División | Junior | Colombia | 1980 |

### Distinciones individuales
| Distinción                                    | Año  |
| --------------------------------------------- | ---- |
| Goleador del Campeonato colombiano (33 goles) | 1976 |